# The Child Molester
The Child Molester is een Amerikaanse educatiefilm uit 1964. De film laat met behulp van reconstructies en foto's uit echte zaken zien wat de gevaren van pedofielen zijn. Er kwam veel kritiek op de film en hij werd vrij snel uit publicatie gehaald omdat hij te uitgebreid en zelfs mogelijk kindschadelijk materiaal liet zien. De film bevindt zich momenteel in het publiek domein.